# Hotel Bombai
Hotel Bombai (títol original en anglès, Hotel Mumbai) és una pel·lícula de thriller d'acció independent del 2018 dirigida per Anthony Maras, que va coescriure el guió amb John Collee. Es tracta d'una coproducció índia, australiana i estatunidenca. Està inspirada en el documental del 2009 Surviving Mumbai sobre els atemptats de Bombai del 2008 a l'Hotel Taj Mahal Palace. La pel·lícula és protagonitzada per Dev Patel, Armie Hammer, Nazanin Boniadi, Anupam Kher, Tilda Cobham-Hervey, Jason Isaacs, Suhail Nayyar, Nagesh Bhosle i Natasha Liu Bordizzo. S'ha doblat i subtitulat al català.
La pel·lícula es va estrenar al Festival Internacional de Cinema de Toronto el 7 de setembre de 2018 i es va exhibir al Festival de Cinema d'Adelaida el 10 d'octubre de 2018. Va arribar als cinemes d'Austràlia i dels Estats Units el 14 i el 22 de març de 2019, respectivament, i a l'Índia el 29 de novembre de 2019.
L'agost de 2016, va començar el rodatge principal als estudis Adelaide Film, dirigits per la South Australian Film Corporation. El rodatge va continuar a l'Índia a principis del 2017.